# Karel Ferdinand van Berry

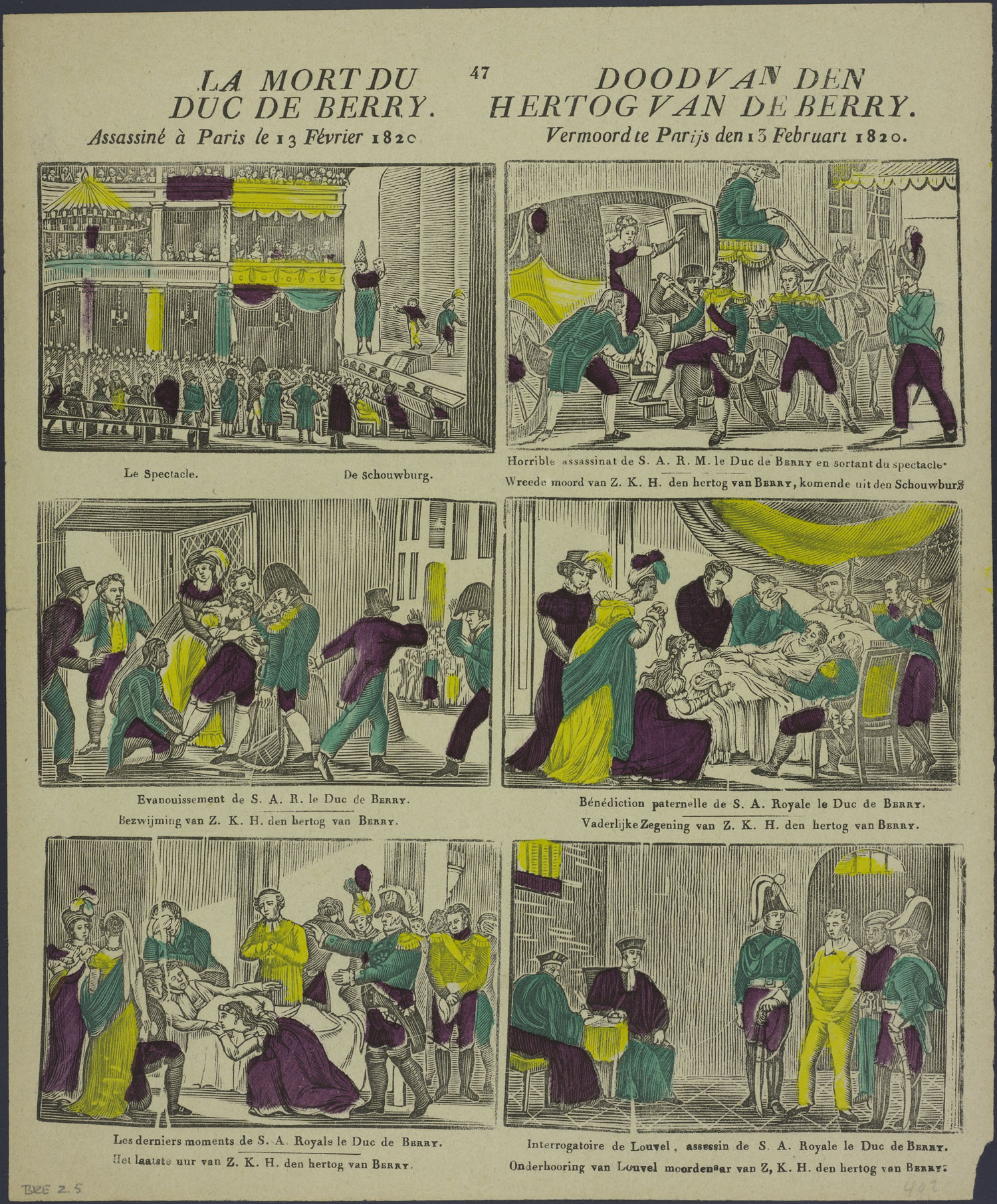
De moord op de hertog van Berry op een centsprent (ca. 1820-30).

Karel Ferdinand van Bourbon (Versailles, 24 januari 1778 — Parijs, 14 februari 1820), hertog van Berry, was het derde kind en de jongste zoon van toekomstig koning Karel X van Frankrijk en prinses Maria Theresia van Savoye. In Frankrijk is hij bekend als Charles-Ferdinand d'Artois, duc de Berry. Hij werd neergestoken bij het verlaten van de Opéra de la rue de Richelieu in 1820 door bonapartist Louis Pierre Louvel en overleed de volgende dag aan zijn verwondingen. In juni 1832, twee jaar na de troonsafstand van zijn vader Karel X, leidde zijn vrouw Maria Carolina van Bourbon-Sicilië een koninklijke opstand in de Vendée in een mislukte poging om hun zoon Hendrik terug op de troon te krijgen.

## Biografie
Karel Ferdinand van Artois, hertog van Berry, werd op 24 januari 1778 geboren in het kasteel van Versailles. Hij was een petit-fils de France. Tijdens de Restauratie was zijn vader troonopvolger en droeg hij de titel fils de France. Aangezien hij reeds overleden was op het moment dat zijn vader koning werd, droegen Karel Ferdinand en zijn dochter altijd Artois als achternaam.
In 1789, toen de Franse Revolutie begon, vluchtte zijn vader, die op dat moment nog graaf van Artois was, Frankrijk uit. Karel diende in het leger van Lodewijk V Jozef van Bourbon-Condé van 1792 tot 1797. Daarna ging hij bij het Russische leger. In 1801 vertrok hij naar Engeland waar hij meer dan dertien jaar bleef. Tijdens die periode trouwde hij met de Engelse Amy Brown, bij wie hij twee onwettige dochters kreeg, als eerst gravin van Issoudun, prinses van Faucigny-Lucinge-et-Coligny, zij werd prinses van Lucinge door haar huwelijk. Zijn tweede dochter kreeg de titels gravin van Vierzon, barones van Charette door haar huwelijk.
Het huwelijk van Karel en Amy Brown werd in 1814 om politieke redenen geannuleerd, toen Karel terugging naar Frankrijk. Zijn openhartigheid en goede manieren kwamen in Frankrijk goed van pas en zijn oom, koning Lodewijk XVIII, benoemde hem tot opperbevelhebber van het leger in Parijs tijdens de terugkeer van keizer Napoleon I  van Elba. Hij was niet in staat om Parijs te verdedigen en vluchtte naar Gent, waar hij tijdens de Honderd Dagen (1815) verbleef. In 1816 trouwde Karel met de Siciliaanse prinses Maria Carolina Ferdinanda Louisa (1798-1870), de oudste dochter van koning Frans I der Beide Siciliën en diens eerste echtgenote koningin Maria Clementina van Oostenrijk. Dit huwelijk kwam voort uit de onderhandeling van de Franse ambassadeur, Pierre Louis Jean Casimir. Er werd een dochter geboren, Louise Maria, in 1819 die later trouwde met Karel III van Parma.

## Vermoord
Op 13 februari 1820 werd Karel aangevallen, toen hij het operagebouw aan de rue de Richelieu in Parijs verliet samen met zijn echtgenote. Hij werd neergestoken door Louis Pierre Louvel en stierf de volgende dag. Zeven maanden na zijn dood beviel Caroline van een zoon (l'enfant du miracle) die de titel hertog van Bordeaux kreeg, maar beter bekend is als Henri d'Artois, graaf van Chambord. Koning Lodewijk XVIII liet na de moord op zijn neef het operagebouw afbreken.

## Kwartierstaat (voorouders)
| Lodewijk XV van Frankrijk (1710-1774) | Lodewijk XV van Frankrijk (1710-1774) | Lodewijk XV van Frankrijk (1710-1774) | Lodewijk XV van Frankrijk (1710-1774) | Lodewijk XV van Frankrijk (1710-1774) | Lodewijk XV van Frankrijk (1710-1774) | Maria Leszczyńska (1703-1768)      | Maria Leszczyńska (1703-1768)      | Maria Leszczyńska (1703-1768)      | Maria Leszczyńska (1703-1768)      | Maria Leszczyńska (1703-1768)     | Maria Leszczyńska (1703-1768)     |                                        |                                        | August III van Polen (1696-1763)       | August III van Polen (1696-1763)       | August III van Polen (1696-1763)       | August III van Polen (1696-1763)       | August III van Polen (1696-1763)     | August III van Polen (1696-1763)     | Maria Josepha van Oostenrijk (1699-1757) | Maria Josepha van Oostenrijk (1699-1757) | Maria Josepha van Oostenrijk (1699-1757) | Maria Josepha van Oostenrijk (1699-1757) | Maria Josepha van Oostenrijk (1699-1757) | Maria Josepha van Oostenrijk (1699-1757) |  |  | Karel Emanuel III van Sardinië (1701-1773) | Karel Emanuel III van Sardinië (1701-1773) | Karel Emanuel III van Sardinië (1701-1773) | Karel Emanuel III van Sardinië (1701-1773) | Karel Emanuel III van Sardinië (1701-1773)  | Karel Emanuel III van Sardinië (1701-1773)  | Polyxena van Hessen-Rheinfels-Rotenburg (1706-1735) | Polyxena van Hessen-Rheinfels-Rotenburg (1706-1735) | Polyxena van Hessen-Rheinfels-Rotenburg (1706-1735) | Polyxena van Hessen-Rheinfels-Rotenburg (1706-1735) | Polyxena van Hessen-Rheinfels-Rotenburg (1706-1735) | Polyxena van Hessen-Rheinfels-Rotenburg (1706-1735) |                                       |                                       | Filips V van Spanje (1683–1746)       | Filips V van Spanje (1683–1746)       | Filips V van Spanje (1683–1746)       | Filips V van Spanje (1683–1746)       | Filips V van Spanje (1683–1746)       | Filips V van Spanje (1683–1746)       | Elisabetta Farnese (1692-1766)        | Elisabetta Farnese (1692-1766)        | Elisabetta Farnese (1692-1766) | Elisabetta Farnese (1692-1766) | Elisabetta Farnese (1692-1766) | Elisabetta Farnese (1692-1766) |  |  |  |  |  |  |  |  |  |  |  |  |  |  |  |  |  |  |  |  |  |  |  |  |  |  |  |  |  |  |  |  |  |  |  |  |  |  |  |  |  |  |  |  |  |  |  |  |
| Lodewijk XV van Frankrijk (1710-1774) | Lodewijk XV van Frankrijk (1710-1774) | Lodewijk XV van Frankrijk (1710-1774) | Lodewijk XV van Frankrijk (1710-1774) | Lodewijk XV van Frankrijk (1710-1774) | Lodewijk XV van Frankrijk (1710-1774) | Maria Leszczyńska (1703-1768)      | Maria Leszczyńska (1703-1768)      | Maria Leszczyńska (1703-1768)      | Maria Leszczyńska (1703-1768)      | Maria Leszczyńska (1703-1768)     | Maria Leszczyńska (1703-1768)     |                                        |                                        | August III van Polen (1696-1763)       | August III van Polen (1696-1763)       | August III van Polen (1696-1763)       | August III van Polen (1696-1763)       | August III van Polen (1696-1763)     | August III van Polen (1696-1763)     | Maria Josepha van Oostenrijk (1699-1757) | Maria Josepha van Oostenrijk (1699-1757) | Maria Josepha van Oostenrijk (1699-1757) | Maria Josepha van Oostenrijk (1699-1757) | Maria Josepha van Oostenrijk (1699-1757) | Maria Josepha van Oostenrijk (1699-1757) |  |  | Karel Emanuel III van Sardinië (1701-1773) | Karel Emanuel III van Sardinië (1701-1773) | Karel Emanuel III van Sardinië (1701-1773) | Karel Emanuel III van Sardinië (1701-1773) | Karel Emanuel III van Sardinië (1701-1773)  | Karel Emanuel III van Sardinië (1701-1773)  | Polyxena van Hessen-Rheinfels-Rotenburg (1706-1735) | Polyxena van Hessen-Rheinfels-Rotenburg (1706-1735) | Polyxena van Hessen-Rheinfels-Rotenburg (1706-1735) | Polyxena van Hessen-Rheinfels-Rotenburg (1706-1735) | Polyxena van Hessen-Rheinfels-Rotenburg (1706-1735) | Polyxena van Hessen-Rheinfels-Rotenburg (1706-1735) |                                       |                                       | Filips V van Spanje (1683–1746)       | Filips V van Spanje (1683–1746)       | Filips V van Spanje (1683–1746)       | Filips V van Spanje (1683–1746)       | Filips V van Spanje (1683–1746)       | Filips V van Spanje (1683–1746)       | Elisabetta Farnese (1692-1766)        | Elisabetta Farnese (1692-1766)        | Elisabetta Farnese (1692-1766) | Elisabetta Farnese (1692-1766) | Elisabetta Farnese (1692-1766) | Elisabetta Farnese (1692-1766) |  |  |  |  |  |  |  |  |  |  |  |  |  |  |  |  |  |  |  |  |  |  |  |  |  |  |  |  |  |  |  |  |  |  |  |  |  |  |  |  |  |  |  |  |  |  |  |  |
|                                       |                                       |                                       |                                       |                                       |                                       |                                    |                                    |                                    |                                    |                                   |                                   |                                        |                                        |                                        |                                        |                                        |                                        |                                      |                                      |                                          |                                          |                                          |                                          |                                          |                                          |  |  |                                            |                                            |                                            |                                            |                                             |                                             |                                                     |                                                     |                                                     |                                                     |                                                     |                                                     |                                       |                                       |                                       |                                       |                                       |                                       |                                       |                                       |                                       |                                       |                                |                                |                                |                                |  |  |  |  |  |  |  |  |  |  |  |  |  |  |  |  |  |  |  |  |  |  |  |  |  |  |  |  |  |  |  |  |  |  |  |  |  |  |  |  |  |  |  |  |  |  |  |  |
|                                       |                                       |                                       |                                       | Lodewijk van Frankrijk (1729-1765)    | Lodewijk van Frankrijk (1729-1765)    | Lodewijk van Frankrijk (1729-1765) | Lodewijk van Frankrijk (1729-1765) | Lodewijk van Frankrijk (1729-1765) | Lodewijk van Frankrijk (1729-1765) |                                   |                                   |                                        |                                        |                                        |                                        | Maria Josepha van Saksen (1731-1767)   | Maria Josepha van Saksen (1731-1767)   | Maria Josepha van Saksen (1731-1767) | Maria Josepha van Saksen (1731-1767) | Maria Josepha van Saksen (1731-1767)     | Maria Josepha van Saksen (1731-1767)     |                                          |                                          |                                          |                                          |  |  |                                            |                                            |                                            |                                            | Victor Amadeus III van Sardinië (1726-1796) | Victor Amadeus III van Sardinië (1726-1796) | Victor Amadeus III van Sardinië (1726-1796)         | Victor Amadeus III van Sardinië (1726-1796)         | Victor Amadeus III van Sardinië (1726-1796)         | Victor Amadeus III van Sardinië (1726-1796)         |                                                     |                                                     |                                       |                                       |                                       |                                       | Maria Antonia van Bourbon (1729-1785) | Maria Antonia van Bourbon (1729-1785) | Maria Antonia van Bourbon (1729-1785) | Maria Antonia van Bourbon (1729-1785) | Maria Antonia van Bourbon (1729-1785) | Maria Antonia van Bourbon (1729-1785) |                                |                                |                                |                                |  |  |  |  |  |  |  |  |  |  |  |  |  |  |  |  |  |  |  |  |  |  |  |  |  |  |  |  |  |  |  |  |  |  |  |  |  |  |  |  |  |  |  |  |  |  |  |  |
|                                       |                                       |                                       |                                       | Lodewijk van Frankrijk (1729-1765)    | Lodewijk van Frankrijk (1729-1765)    | Lodewijk van Frankrijk (1729-1765) | Lodewijk van Frankrijk (1729-1765) | Lodewijk van Frankrijk (1729-1765) | Lodewijk van Frankrijk (1729-1765) |                                   |                                   |                                        |                                        |                                        |                                        | Maria Josepha van Saksen (1731-1767)   | Maria Josepha van Saksen (1731-1767)   | Maria Josepha van Saksen (1731-1767) | Maria Josepha van Saksen (1731-1767) | Maria Josepha van Saksen (1731-1767)     | Maria Josepha van Saksen (1731-1767)     |                                          |                                          |                                          |                                          |  |  |                                            |                                            |                                            |                                            | Victor Amadeus III van Sardinië (1726-1796) | Victor Amadeus III van Sardinië (1726-1796) | Victor Amadeus III van Sardinië (1726-1796)         | Victor Amadeus III van Sardinië (1726-1796)         | Victor Amadeus III van Sardinië (1726-1796)         | Victor Amadeus III van Sardinië (1726-1796)         |                                                     |                                                     |                                       |                                       |                                       |                                       | Maria Antonia van Bourbon (1729-1785) | Maria Antonia van Bourbon (1729-1785) | Maria Antonia van Bourbon (1729-1785) | Maria Antonia van Bourbon (1729-1785) | Maria Antonia van Bourbon (1729-1785) | Maria Antonia van Bourbon (1729-1785) |                                |                                |                                |                                |  |  |  |  |  |  |  |  |  |  |  |  |  |  |  |  |  |  |  |  |  |  |  |  |  |  |  |  |  |  |  |  |  |  |  |  |  |  |  |  |  |  |  |  |  |  |  |  |
|                                       |                                       |                                       |                                       |                                       |                                       |                                    |                                    |                                    |                                    | Karel X van Frankrijk (1757-1836) | Karel X van Frankrijk (1757-1836) | Karel X van Frankrijk (1757-1836)      | Karel X van Frankrijk (1757-1836)      | Karel X van Frankrijk (1757-1836)      | Karel X van Frankrijk (1757-1836)      |                                        |                                        |                                      |                                      |                                          |                                          |                                          |                                          |                                          |                                          |  |  |                                            |                                            |                                            |                                            |                                             |                                             |                                                     |                                                     |                                                     |                                                     | Maria Theresia van Savoye (1756−1805)               | Maria Theresia van Savoye (1756−1805)               | Maria Theresia van Savoye (1756−1805) | Maria Theresia van Savoye (1756−1805) | Maria Theresia van Savoye (1756−1805) | Maria Theresia van Savoye (1756−1805) |                                       |                                       |                                       |                                       |                                       |                                       |                                |                                |                                |                                |  |  |  |  |  |  |  |  |  |  |  |  |  |  |  |  |  |  |  |  |  |  |  |  |  |  |  |  |  |  |  |  |  |  |  |  |  |  |  |  |  |  |  |  |  |  |  |  |
|                                       |                                       |                                       |                                       |                                       |                                       |                                    |                                    |                                    |                                    | Karel X van Frankrijk (1757-1836) | Karel X van Frankrijk (1757-1836) | Karel X van Frankrijk (1757-1836)      | Karel X van Frankrijk (1757-1836)      | Karel X van Frankrijk (1757-1836)      | Karel X van Frankrijk (1757-1836)      |                                        |                                        |                                      |                                      |                                          |                                          |                                          |                                          |                                          |                                          |  |  |                                            |                                            |                                            |                                            |                                             |                                             |                                                     |                                                     |                                                     |                                                     | Maria Theresia van Savoye (1756−1805)               | Maria Theresia van Savoye (1756−1805)               | Maria Theresia van Savoye (1756−1805) | Maria Theresia van Savoye (1756−1805) | Maria Theresia van Savoye (1756−1805) | Maria Theresia van Savoye (1756−1805) |                                       |                                       |                                       |                                       |                                       |                                       |                                |                                |                                |                                |  |  |  |  |  |  |  |  |  |  |  |  |  |  |  |  |  |  |  |  |  |  |  |  |  |  |  |  |  |  |  |  |  |  |  |  |  |  |  |  |  |  |  |  |  |  |  |  |
|                                       |                                       |                                       |                                       |                                       |                                       |                                    |                                    |                                    |                                    |                                   |                                   |                                        |                                        |                                        |                                        |                                        |                                        |                                      |                                      |                                          |                                          |                                          |                                          |                                          |                                          |  |  |                                            |                                            |                                            |                                            |                                             |                                             |                                                     |                                                     |                                                     |                                                     |                                                     |                                                     |                                       |                                       |                                       |                                       |                                       |                                       |                                       |                                       |                                       |                                       |                                |                                |                                |                                |  |  |  |  |  |  |  |  |  |  |  |  |  |  |  |  |  |  |  |  |  |  |  |  |  |  |  |  |  |  |  |  |  |  |  |  |  |  |  |  |  |  |  |  |  |  |  |  |
|                                       |                                       |                                       |                                       |                                       |                                       |                                    |                                    |                                    |                                    |                                   |                                   |                                        |                                        |                                        |                                        |                                        |                                        |                                      |                                      |                                          |                                          |                                          |                                          |                                          |                                          |  |  |                                            |                                            |                                            |                                            |                                             |                                             |                                                     |                                                     |                                                     |                                                     |                                                     |                                                     |                                       |                                       |                                       |                                       |                                       |                                       |                                       |                                       |                                       |                                       |                                |                                |                                |                                |  |  |  |  |  |  |  |  |  |  |  |  |  |  |  |  |  |  |  |  |  |  |  |  |  |  |  |  |  |  |  |  |  |  |  |  |  |  |  |  |  |  |  |  |  |  |  |  |
|                                       |                                       |                                       |                                       |                                       |                                       |                                    |                                    |                                    |                                    |                                   |                                   | Lodewijk Anton van Bourbon (1775-1844) | Lodewijk Anton van Bourbon (1775-1844) | Lodewijk Anton van Bourbon (1775-1844) | Lodewijk Anton van Bourbon (1775-1844) | Lodewijk Anton van Bourbon (1775-1844) | Lodewijk Anton van Bourbon (1775-1844) |                                      |                                      | Sophie van Bourbon (1776−1783)           | Sophie van Bourbon (1776−1783)           | Sophie van Bourbon (1776−1783)           | Sophie van Bourbon (1776−1783)           | Sophie van Bourbon (1776−1783)           | Sophie van Bourbon (1776−1783)           |  |  | Karel Ferdinand van Berry (1778−1820)      | Karel Ferdinand van Berry (1778−1820)      | Karel Ferdinand van Berry (1778−1820)      | Karel Ferdinand van Berry (1778−1820)      | Karel Ferdinand van Berry (1778−1820)       | Karel Ferdinand van Berry (1778−1820)       |                                                     |                                                     | Marie Thérèse van Bourbon (1783-1783)               | Marie Thérèse van Bourbon (1783-1783)               | Marie Thérèse van Bourbon (1783-1783)               | Marie Thérèse van Bourbon (1783-1783)               | Marie Thérèse van Bourbon (1783-1783) | Marie Thérèse van Bourbon (1783-1783) |                                       |                                       |                                       |                                       |                                       |                                       |                                       |                                       |                                |                                |                                |                                |  |  |  |  |  |  |  |  |  |  |  |  |  |  |  |  |  |  |  |  |  |  |  |  |  |  |  |  |  |  |  |  |  |  |  |  |  |  |  |  |  |  |  |  |  |  |  |  |